# Progress M-21M
La missione Progress M-21M del programma russo Progress, registrata dalla NASA come missione 53P, è una missione di rifornimento della stazione spaziale internazionale completamente automatizzata, senza equipaggio a bordo.

## Lancio
Il lancio è stato effettuato il 25 novembre 2013 in perfetto orario dal cosmodromo di Baikonur.

## Attracco
Durante l'attracco è stata testata l'antenna KURS-NA, precedentemente testata nella missione Progress M-15M, che richiede meno energia e meno materiale. Il sistema ha funzionato bene da quando è stato attivato, 80 chilometri lontano dalla stazione, fino quasi alla fine: negli ultimi 60 metri la navetta ha trasmesso un segnale anomalo al controllo di terra e il sistema automatico è stato disattivato. L'attracco è stato completato dal comandante della ISS Oleg Kotov col sistema manuale di attracco TORU.

## Carico
La missione Progress M-21M ha trasportato 2398 kg di carico utile, di cui 1140 kg di rifornimenti per la stazione e 1258 kg di attrezzature e beni di prima necessità per l'equipaggio.

## Missioni secondarie
Il 25 aprile è stata effettuata una manovra di redocking per testare il software di attracco automatico, a seguito dei problemi avvenuti 5 mesi prima. La navetta è stata sganciata e immessa in un'orbita indipendente, dalla quale ha poi effettuato una manovra di attracco senza ulteriori problemi.

## Rientro
Il 9 giugno la navetta Progress M-21M, dopo essere stata caricata coi rifiuti di bordo, ha abbandonato la stazione ed effettuato una manovra di rientro nell'atmosfera terrestre per poi bruciare sopra l'oceano pacifico.